# ایوان آله‌خو
ایوان آله‌خو (اسپانیایی: Iván Alejo‎؛ زادهٔ ۱۰ فوریهٔ ۱۹۹۵) بازیکن فوتبال اهل اسپانیا است و در پست هافبک برای باشگاه فوتبال کادیس بازی می‌کند.
وی همچنین در تیم ملی فوتبال زیر ۱۹ سال اسپانیا بازی کرده است.